# Медвежья (Львовская область)
Медве́жья (укр. Медвежа) — село в Дрогобычской городской общине Дрогобычского района Львовской области Украины.
Население по переписи 2001 года составляло 736 человек. Занимает площадь 16,8 км². Почтовый индекс — 82195. Телефонный код — 3244.